# گمینا پروشکوو
گمینا پروشکوو (به لهستانی:  Gmina Prószków) یک گمینا در لهستان است که در شهرستان اوپوله واقع شده‌است. گمینا پروشکوو ۱۲۱٫۲۳ کیلومتر مربع مساحت و ۹٬۹۶۴ نفر جمعیت دارد.

## خواهرخوانده
شهر پروشکوف خواهرخواندهٔ گمینا پروشکوو هست.